# سانتا دومينيكا فيتوريا
سانتا دومينيكا فيتوريا (بالإيطالية: Santa Domenica Vittoria)‏ هي بلدية في مقاطعة ميسينا في صقلية الإيطالية.

## السكان
في سنة 1861 بلغ عدد السكان 1٬415 نسمة، وتطور العدد ليصل في سنة 2011 لـ 1٬067 نسمة.
يظهر هذا المخطط البياني تطور النمو السكاني لـ سانتا دومينيكا فيتوريا